# Clan Imagawa
Il Clan Imagawa (今川氏?, Imagawa-shi) era un ramo del casato dei Minamoto, attraverso il Clan Ashikaga, giacché discendente di Imagawa Kuniuji, figlio di Nagauji Ashikaga (1211 - 1290) e dominò la provincia di Suruga, corrispondente all'attuale prefettura di Shizuoka.

## Storia

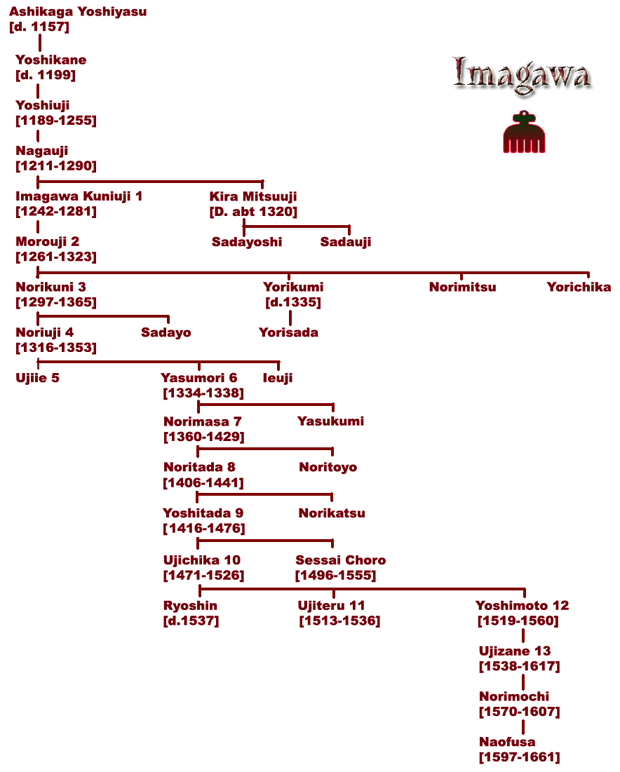
Albero genealogico degli Imagawa

La famiglia aveva antiche tradizioni militari ed aristocratiche e governavano dalla loro capitale, Sunpu, che era una sorta di piccola Kyoto, dove si tenevano anche corsi di poesie, cerimonie dei fiori e feste della luna.
Tra i personaggi più celebri della famiglia vi furono Imagawa Ryoshun (sec. XIV), famoso autore e storico, e Imagawa Norimasa, che nel 1396 era stato nominato fuku-shogun ("vice shōgun").
Nipote di Norimasa e figlio di Imagawa Ujichika fu Imagawa Yoshimoto (1519-1560), famoso daimyō, generale, amministratore ed esteta; un potente feudatario che fece di Suruga il cuore dei suoi domini durante l'era Sengoku ed una sorta di piccola capitale del Giappone. 
Sposò una figlia di Takeda Nobutora, capo del Clan Takeda.
Costui ebbe dunque l'ardire di marciare su Kyoto per imporre uno shōgun fantoccio ma venne fermato da Oda Nobunaga nella battaglia di Okehazama (1560), dove Yoshimoto cadde ed il suo esercito si disperse o fu ucciso.
Il figlio Imagawa Ujizane (1537-1614), nei dieci anni seguenti a tale battaglia, abbandonato dagli alleati del padre, crollò sotto gli attacchi di avidi vicini.
Riuscì però a sopravvivere, attraverso uno dei periodi più tumultuosi della storia del Giappone, fino a tarda età. Sposò una figlia di Hōjō Ujiyasu, capo del Hōjō; una sua sorella sposò invece Takeda Yoshinobu del Clan Takeda. Infine si fece monaco e morì ad Edo nel 1614.

## Membri influenti
- Imagawa Ryoshun
- Imagawa Norimasa
- Imagawa Yoshimoto
- Imagawa Ujizane